# Тонеца дел Чимоне
Тонѐца дел Чимо̀не (на италиански: Tonezza del Cimone; на венециански: Tonexa, Тонеза, на местен диалект Tonetsch, Тонеч) е село и община в Северна Италия, провинция Виченца, регион Венето. Разположено е на 991 m надморска височина. Населението на общината е 536 души (към 2015 г.).